# Dwekh Nawsha
Dwekh Nawsha (siríaco: ܕܒܝܚ ܢܦܫܐ, "los que se sacrifican") es una milicia fundada por el Partido Patriótico Asirio de Irak en agosto de 2014 para defender a los cristianos asirios amenazados por el grupo yihadista Estado Islámico (EI).

## Historia
La milicia opera en las gobernaciones de Nínive y Duhok, en coordinación con combatientes kurdos peshmerga, a diferencia de las Unidades para la Protección de la Meseta de Nínive. Su cuartel general está en Duhok, y se concentran en las villas de Sharafiyya, Batnaya y Bakufa, cerca de Mosul.
El grupo ha recibido a combatientes extranjeros, entre ellos veteranos estadounidenses de la Guerra de Irak. De hecho, la empresa contratista de seguridad sin fines de lucro, Hijos de la Libertad (administrada por el documentalista Matthew VanDyke) anunciaron en el otoño de 2015 que comenzarían a entrenar a Dwekh Nawsha en su lucha contra ISIS.
Dwekh Nawsha prestó apoyo durante la liberación de Sinyar por parte de fuerzas kurdas y yazidíes en noviembre de 2015. También defendió junto a los peshmerga y a los Navy Seals el poblado de Tesqopa durante el ataque del EI a esa localidad en mayo de 2016.
Un informe del Instituto de Política Asiria publicado en junio de 2020 afirmó que Dwekh Nawsha finalmente se disolvió y que todas sus cuentas de redes sociales habían sido eliminadas.